# Yuzhou (Xuchang)
Yuzhou (en chino, 禹州; pinyin, Yǔzhōu (escuchar)ⓘ[zhou]) es un municipio  bajo la administración directa de la Prefectura Xuchang en la Provincia de Henan, República Popular China.  Su área es de 1469 km² y su población total para 2020 superó el 1,1 millón de habitantes. 

## Administración
A junio de 2025, el  Municipio Yuzhou se divide en 26 pueblos que se administran en 5 subdistritos,  19 poblados y 2 villas.

## Toponimia
El topónimo Yuzhou [/yi-zhóu/] se compone de los sinogramas Yu (nombre propio) y Zhou (provincia).
En el año 1184 durante la dinastía Jin, se fundó la Provincia Jun (钧州 Junzhou), su nombre se toma de la Plataforma Jun (钧台 Juntai 'la plataforma de la balanza equilibrada') una antigua estructura donde los gobernantes realizaban ceremonias para demostrar su conexión divina, y para aquel momento ya estaba en ruinas.
Más tarde, en el año 1575 durante la dinastía Ming, para evitar el tabú que un lugar lleve el nombre de un gobernante, el de Zhuyi Jun, se cambió Jun (钧) por Yu (禹) y quedo la Provincia Yu (Yuzhou).
El cambio "Jun" por "Yu" tiene conexión. Según la tradición, en la plataforma Jun fue donde Yu el Grande celebró asambleas con sus nobles tras controlar las inundaciones.
El 1 de marzo de 1913, la Provincia Yu fue degradada al Condado Yu (禹县) y el 25 de junio de 1988, el Consejo de Estado abolió el Condado Yu para crear el Municipio Yuzhou, agregando la partícula zhou por su importancia histórica.
A lo largo de su larga historia, la ciudad tuvo varios nombres, entre ellos Yangdi (阳翟), Yingchuan (颍川) y Junzhou (钧州).

## Porcelana Jun
Yuzhou es el lugar de origen de la porcelana Jun (钧窑), una de las "cinco porcelanas famosas" de China.  Este arte surgió durante la dinastía Tang y conoció su esplendor en la dinastía Song (960-1279) y cuenta con una historia de más de 1300 años. El término abarca diversos tipos de cerámica, producidos a lo largo de varios siglos y en diversos lugares.

## Reconocimientos
En 2006 y 2007, recibió sucesivamente los títulos de "Cuna de la Cultura Cerámica China" (中国陶瓷文化之乡) y "Cuna de la Cultura de Yu el Grande" (中国大禹文化之乡).
En 2011, fue nombrada "Ciudad Histórica y Cultural de la Cerámica China" (中国陶瓷历史文化名城). En 2013 y 2015, se le otorgaron los honores de "Capital de la Porcelana de las Llanuras Centrales de China" (中国中原瓷都) y "Base de Producción de Cerámica Artística Ambiental China" (中国环境艺术陶瓷生产基地). Finalmente, en 2017, fue reconocida como "Capital de la Medicina China" (华夏药都).